# بانمارشی
بانمارشی (انگلیسی: Bonmarché) شرکت پوشاک بریتانیایی است، که در سال ۱۹۸۲ توسط سینگ چیما تأسیس شد.